# Fronteira Polónia–Ucrânia

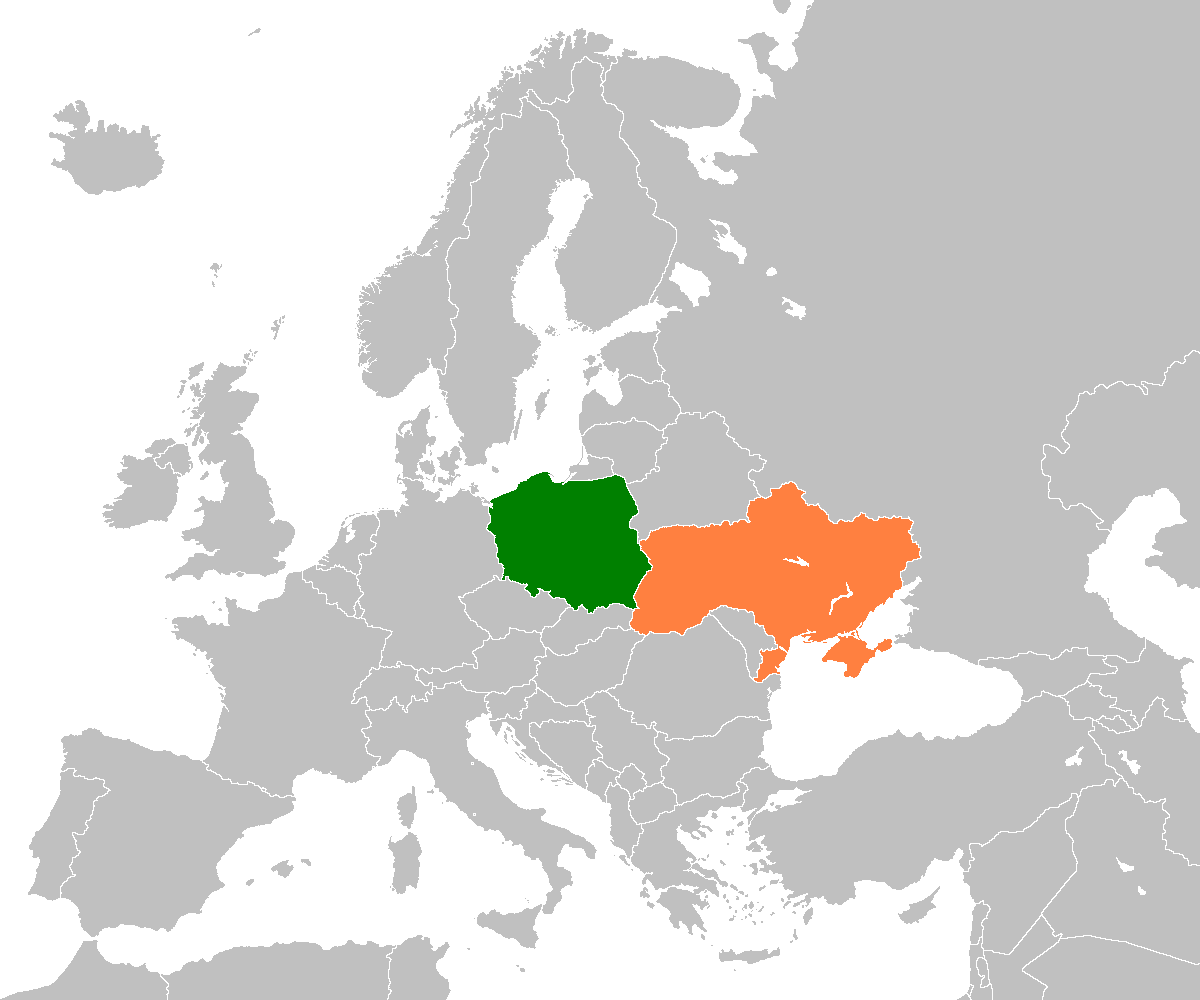
Localização da Polônia e da Ucrânia no Leste Europeu.

A fronteira entre Polónia e Ucrânia é a linha que limita os territórios da Polónia e da Ucrânia, e que já foi fronteira entre Polónia e União Soviética antes do colapso da URSS em 1991.
Ao examinar o tráfego fronteiriço polaco-ucraniano na década de 1990, nota-se que caiu para a partida de cidadãos polacos da Ucrânia, e aumentou o número de cidadãos ucranianos na Polónia. Por exemplo, em 1995, a maior fronteira com a Ucrânia - Medyce, ultrapassou os 3,4 milhões de pessoas em passagem.
Por sua vez, em 1996, na soma de cruzamentos de todos os pontos de passagem fronteiriços foi excedido o montante de 10,6 milhões de pessoas. Este tráfego está em constante crescimento.

## Características
A fronteira está situada ao sudeste da Polônia e ao noroeste da Ucrânia. Ele tem uma tendência predominante no sentido norte a sul. Começa na tríplice fronteira entre a Bielorrússia, Polónia e Ucrânia e termina na tríplice fronteira entre a Polónia, Eslováquia e Ucrânia. Parte da fronteira é delimitada pelo rio Bug Ocidental.